# یواس‌اس مارتا واشینگتن (آی‌دی-۳۰۱۹)
یواس‌اس مارتا واشینگتن (آی‌دی-۳۰۱۹) (به انگلیسی: USS Martha Washington (ID-3019)) یک کشتی بود که طول آن ۴۶۰ فوت (۱۴۰٫۲ متر) بود. این کشتی در سال ۱۹۰۸ ساخته شد.